# Rinspeed Splash
El Rinspeed Splash es un prototipo de vehículo anfibio creado por el fabricante de automóviles suizo Rinspeed, con su diseño hidroala es capaz de alcanzar los 45 nudos en el agua y 200 km/h en tierra. Es impulsado por un motor turboalimentado que funciona con gasolina y gas natural, el motor tiene 750 cc y dos cilindros en línea y genera 140 CV a 7000 rpm y con un peso de sólo 825 kg, este vehículo puede acelerar de 0 a 100 kilómetros por hora en apenas 5,9 segundos. Se mostró en el Salón del Automóvil de Ginebra de 2004, pero no está previsto para la producción.